# Пашківська Наталія Арсеніївна
Пашківська Наталія Арсеніївна (3 січня 1926, м. Біла Церква, Київська область, Українська СРР, СРСР — 8 липня 2021, м. Київ, Україна) — докторка педагогічних наук, професорка, представниця вітчизняної науки в галузі близькоспоріднених мов, авторка понад 200 наукових праць з актуальних питань теорії і практики лінгводидактики, авторка програм і підручників з російської мови для середньої школи.

## Біографія
Наталія Арсеніївна Пашківська народилася 3 січня 1926 року в родині вчителів у м. Біла Церква Київської області. У 1950 році закінчила Пензенський педагогічний інститут імені В. Г. Бєлінського. Здобувши спеціальність учителя російської мови і літератури, працювала вчителькою середньої школи, викладачкою Свердловського педінституту. Після захисту у 1964 році дисертації на здобуття ступеня кандидата наук науковиця завідувала кафедрою російської мови в Балашівському педінституті.
Понад 40 років життя Наталії Пашківської пов'язані з Інститутом педагогіки НАПН України. З 1965 року — старший науковий співробітник, з 1977 року — завідувач відділом методики мови; з 1989 року — провідний науковий співробітник, з 1995 по 2001 рік — головний науковий співробітник лабораторії навчання російської мови та мов інших етнічних меншин.
З 1 травня 2009-го по 1 жовтня 2013 рік працювала на посаді професора кафедри іноземної мови Глухівського національний педагогічний університет імені Олександра Довженка. Також з 1 червня 2009 по 30 серпня 2010 року працювала завідувачем кафедри іноземних мов Глухівського університету.

## Наукова діяльність
1988 року захистила докторську дисертацію на тему «Лінгводидактичні основи навчання російської мови в школах з українською мовою викладання». Під керівництвом дослідниці та за її безпосередньої участі розроблялися програми з російської мови для шкіл з українською та російською мовами навчання, створювалися оригінальні підручники, методичні посібники для вчителів.
Н. А. Пашківська була членом спеціалізованої вченої ради із захисту кандидатських і докторських дисертацій Інституту педагогіки АПН України, членкинею редколегій багатьох науково-методичних видань.
Під керівництвом науковиці захищено 15 дисертацій на здобуття наукового ступеня кандидата педагогічних наук і одна дисертація на здобуття наукового ступеня доктора педагогічних наук
За заслуги в галузі освіти й педагогічної науки нагороджена медаллю А. С. Макаренка та іншими нагородами.

### Основні праці
- 1979 — «Особенности преподавания русского языка в школах с украинским языком обучения» // Пашковская Н. А. Особенности преподавания русского языка в школах с украинским языком обучения: Пособие для учителя. Киев: Рад. шк., 1979. 125 с.
- 1983 — «Развитие речи учащихся» (у співавторстві) // Пашковская Н. А., Иваницкая Г. М., Симоненкова Л. Н. Развитие речи учащихся : Пособие для учителя. Киев: Рад. шк., 1983. 199 с.
- 1986 — «Методика изучения русского языка» (у співавторстві) // Методика изучения русского языка / под ред.: Г. М. Иваницкой, Н. А. Пашковской. Киев: Рад. шк., 1986.
- 1990 — «Лингводидактические основы обучения русскому языку в школах с украинским языком преподавания» // Пашковская Н. А. Лингводидактические основы обучения русскому языку: Пособие для учителя. Киев: Рад. шк., 1990. 190 с. (Б-ка учителя рус. яз. и лит.); ISBN 5-330-01136-1
- 1992 — «Коммуникативно-ориентировочный курс языка (цели и принципы организации его изучения)» //  Пашковская Н. А. Коммуникативно-ориентировочный курс языка (цели и принципы организации его изучения). Русский язык и литература в средних учебных заведениях Украины. № 11 — 12. С. 4 — 6.
- 1995 — «К вопросу о концепции обучения родному (русскому) языку в школах Украины» // Пашковская Н. А. К вопросу о концепции обучения родному (русскому языку) в школах Украины. Язык и литература в школе // Украинский вестник. 1995. № 3. С. 3 — 6.
- 1997 — «Государственный стандарт базового и полного общего образования. Языки национальных меньшинств» (у співавторстві)
- 2001 — «Критерии оценивания учебных достижений учащихся по языку» (у співавторстві)[3]

### Підручники та методичні рекомендації
1. Русский язык: учебные материалы для 4 класса: [ротапринт] / Иваницкая Г. М., Пашковская Н. А., Цыганенко Г. П. и др. Киев, 1967.
2. Учебники по русскому языку для 4, 5, 6, 7, 8, 9 классов школ с украинским языком обучения / Иваницкая Г. М., Пашковская Н. А., Цыганенко Г. П. и др. Киев: Рад.шк., 1967. — 199 с.
3. Русский язык: учебные материалы для 5 класса / М-во просвещения УССР; Иваницкая Г. М. Пашковская Н. А. Сурова Н. В., Цыганенко Г. П. 1968. Вып. 1. 154 с.; Вып. 2. 154 с.
4. Русский язык: экспериментальный учебник для 4 класса школ с укр.яз.обучения / Иваницкая Г. М. Пашковская Н. А. Сурова Н. В. Цыганенко Г. П. Киев, 1969. 278 с.
5. Русский язык: экспериментальный учебник для школ с украинским языком обучения / Иваницкая Г. М., Пашковская Н. А., Сурова Н. В., Цыганенко Г. П. Киев: М-во просвещения УССР, 1969. 4 кл. 275 с.; 5 кл. 278 с.; 6 кл. 124 с.
6. Русский язык: учебник для 4 класса школ с украинским языком обучения / Иваницкая Г. М., Пашковская Н. А., Сурова Н. В., Цыганенко Г. А. Киев: Рад.шк., 1970.
7. Русский язык: экспериментальный учебник для 6-го класса школ с украинским языком обучения / Иваницкая Г. М., Пашковская Н. А., Сурова Н. В., Цыганенко Г. П. Киев: Рад.шк., 1970. 127 с.
8. Русский язык: экспериментальный учебник для 7-го класса школ с украинским языком обучения / Иваницкая Г. М., Пашковская Н. А., Сурова Н. В., Цыганенко Г. П. Киев: Рад.шк., 1970. 140 с.
9. Изучение русского языка в 4 классе: метод.пособие к учебнику «Русский язык» для школ с украинским языком преподавания / Иваницкая Г. М., Пашковская Н. А., Сурова Н. В., Цыганенко Г. П. Киев: Рад.шк., 1971. 160 с.
10. Русский язык: экспериментальный учебник для 6-го класса школ с украинским языком обучения / Иваницкая Г. М., Пашковская Н. А., Сурова Н. В., Цыганенко Г. П. Киев: Рад.шк., 1971. 212 с.
11. Русский язык: экспериментальный учебник для 7-го класса школ с украинским языком обучения / Иваницкая Г. М., Пашковская Н. А., Сурова Н. В., Цыганенко Г. П. Киев: Рад.шк., 1971. 157 с.
12. Русский язык: экспериментальный учебник для 8-го класса школ с украинским языком обучения / Иваницкая Г. М., Пашковская Н. А., Сурова Н. В., Цыганенко Г. П. Киев: Рад.шк., 1971. 142 с.
13. Русский язык: 8 класс: экспериментальный учебник для школ с украинским языком обучения / Иваницкая Г. М., Пашковская Н. А., Сурова Н. В., Цыганенко Г. П. Киев: Рад. шк., 1973. 102 с.
14. Русский язык 7-й класс: пробный учебник для школ с украинским языком обучения / Иваницкая Г. М., Пашковская Н. А., Сурова Н. С., Цыганенко Г. П. Киев: Рад.шк. 1976. 96 с.
15. Русский язык:8-й класс: учебник для школ с украинским языком обучения / Иваницкая Г. М., Пашковская Н. А., Сурова Н. В., Цыганенко Г. П. Киев: Рад.шк., 1976. 112 с.
16. Русский язык: учебник для 5-6 классов школ с украинским языком обучения / Иваницкая Г. М., Пашковская Н. А., Сурова Н. В., Цыганенко Г. П. Киев: Рад.шк., 1977. 335 с.
17. Изучение русского языка в 4 классе с украинским языком обучения: метод.пособие к учебнику / Иваницкая Г. М., Пашковская Н. А., Сурова Н. В., Цыганенко Г. П. Киев: Рад.шк., 1978. 152 с.
18. Исторические чередования в составе слова русского языка в сравнении с украинским / Иваницкая Г. М., Пашковская А. Н., Сурова Н. В., Цыганенко Г. П. // Методика преподавания русского языка и литературы: респ. науч.-метод. сб. Киев, 1978. С. 25–36.
19. Русский язык: учебник для 4 класса школ с украинским языком обучения / Иваницкая Г. М., Пашковская Н. А., Сурова Н. В, Цыганенко Г. П. Киев: Рад.шк., 1979. 160 с.
20. Русский язык: учебник для 7-8 классов школ с украинским языком обучения / Иваницкая Г. М., Пашковская Н. А., Сурова Н. В., Цыганенко Г. П. Киев: Рад.шк., 1979. 191 с.
21. Изучение русского языка в 7 классе школ с украинским языком обучения / Иваницкая Г. М., Пашковская Н. А, Сурова Н. В., Цыганенко Г. П. Киев: Рад.шк., 1980.
22. Русский язык для 5-6 классов школ с украинским языком обучения / Иваницкая Г. М., Пашковская Н. А., Сурова Н. В., Цыганенко Г. П. Киев: Рад.шк., 1980. 272 с.
23. Русский язык: учебник для 5-6 классов школ с украинским языком обучения / Иваницкая Г. М., Пашковская Н. А., Сурова Н. В., Цыганенко Г. П. Киев: Рад.шк., 1981. 272 с.
24. Русский язык: учебник для 4 класса школ слабовидящих с украинским языком обучения / Иваницкая Г. М., Пашковская Н. А., Сурова Н. В., Цыганенко Г. П. Киев: Рад.шк., 1982. 206 с.
25. Изучение русского языка в 8 классе школ с украинским языком обучения: пособие для учителя / Пашковская Н. А., Иваницкая Г. М., Сурова Н. В., Цыганенко Г. П. Киев: Рад.шк., 1984. 96 с.
26. Русский язык: учебник для 4 класса экспериментальных школ с украинским языком обучения / Иваницкая Г. М., Пашковская Н. А., Сурова Н. В., Цыганенко Г. П. Киев: Рад. шк., 1984. 191 с.
27. Русский язык: учебник для 5-6 классов школ с украинским языком обучения / Иваницкая Г. М., Пашковская Н. А., Сурова Н. В., Цыганенко Г. П. Киев: Рад.шк., 1985. 286 с.
28. Русский язык: учебник для 7-8 классов школ с украинским языком обучения / Иваницкая Г. М., Пашковская Н. А., Сурова Н. В., Цыганенко Г. П. Киев: Рад.шк., 1985. 224 с.
29. Русский язык: пробный для 7 класса школ с украинским языком обучения / Пашковская Н. А., Иваницкая Г. М., Цыганенко Г. П. и др. Киев: Рад.шк., 1987. 166 с.
30. Русский язык: учебник для 4 класса школ слабовидящих с украинским языком обучения / Иваницкая Г. М., Пашковская Н. А., Сурова Г. П., Цыганенко Г. П. Киев: Рад. шк., 1987. 205 с.
31. Русский язык: пробный учебник для 8 класса с украинским языком обучения / Пашковская Н. А., Иваницкая Г. М., Цыганенко Г. П. и др. Киев: Рад. шк., 1987. 181 с.
32. Русский язык: пробный учебник для 5-го класса школ с украинским языком обучения / Пашковская Н. А., Иваницкая Г. М., Корсаков В. А., Цыганенко Г. П. Киев: Рад. шк., 1989. 190 с.
33. Русский язык: учебник для 6-7 классов школ с украинским языком обучения / Иваницкая Г. М., Пашковская Н. А., Сурова Н. В., Цыганенко Г. П. Киев: Рад. шк., 1990. 287 с.
34. Русский язык: учебник для 5-го класса школ с украинским языком обучения / Иваницкая Г. М., Быкова Е. И, Цыганенко Г. П. и др. Киев: Освита, 1992. 154 с.
35. Русский язык: 5 класс: учебник для школ с украинским языком обучения / Пашковская Н. А., Цыганенко Г. П. Киев: Освита, 1993. 191 с.
36. Русский язык: учебник для 5 класса школ с украинским языком обучения / Пашковская Н. А., Иваницкая Г. М., Корсаков В., Цыганенко Г. П. Киев: Освита, 1995. 191 с.
37. Изучение русского языка в 5 классе школ с украинским языком обучения: пособие для учителя / Пашковская Н. А., Иваницкая Г. М., Корсаков В. А., Цыганенко Г. П. Киев: Освита, 1992. 223 с.
38. Русский язык: учебник для 10-11 классов / Пашковская Н. А., Корсаков В. А., Киев: Освита, 2006. 210 с.
39. Русский язык: учебник для 5 класса / Пашковская Н. А., Ґудзик И. Ф., Корсаков В. А., Киев: Освита, 2005. 160 с. Русский язык: учебник для 5 класса / Михайловская Г. А., Пашковская Н. А., Корсаков В. А., Барабашова Е. В. Киев: Освита, 2005. 160 с.
40. Русский язык: учебник для 6 класса / Пашковская Н. А., Ґудзик И. Ф., Корсаков В. А., Киев: Освита, 2006. 191 с.
41. Русский язык: учебник для 6 класса / Михайловская Г. А., Пашковская Н. А., Корсаков В. А., Барабашова Е. В. Киев: Освита, 2006. 208 с.
42. Русский язык: учебник для 7 класса общеобраз. уч. зав. с укр. яз. обучения / Пашковская Н. А., Михайловская Г. А., Распопова С. А., Киев: Освита, 2007. 159 с.
43. Русский язык: учебник для 7 класса общеобраз. уч. зав. с укр. яз. обучения / Михайловская Г. А., Пашковская Н. А., Корсаков В. А., Барабашова Е. В. Киев: Освита, 2007. 192 с.
44. Русский язык: учебник для 8 класса / Пашковская Н. А., Михайловская Г. А., Распопова С. А., Киев: Освита, 2008. 224 с.
45. Русский язык: учебник для 9 класса / Михайловская Г. А., Пашковская Н. А., Корсаков В. А., Барабашова Е. В. Киев: Освита, 2009. 320 с.
46. Русский язык: учебник для 9 класса / Пашковская Н. А., Михайловская Г. А., Распопова С. А., Киев: Освита, 2009. 240 с.
47. Русский язык: учебник для 10 класса / Пашковская Н. А., Михайловская Г. А., Распопова С. А., Киев: Освита, 2010. 175 с.